# Bio Menace
Bio Menace (с англ. — «Биологическая угроза») — компьютерная игра в жанре платформер, выпущенная для DOS в 1993 году. Игра была выпущена в двумерной графике американской компанией Apogee Software (позже — 3D Realms). Игра основана на лицензионном игровом движке id Software Commander Keen game engine. При этом всё остальное содержимое игры создано дизайнером Джимом Норвуд (англ. Jim Norwood).
Игрок берёт на себя роль Снейка Логана (англ. Snake Logan), оперативного сотрудника ЦРУ. После получения сообщения о захвате МетроСити мутантами его направляют туда для разведки. Однако его самолёт разбивается, и Снейк вынужден выполнять свою миссию пешком.

## Игровой процесс
Каждый эпизод состоит из 12 уровней. Большинство уровней содержат заложника, которого необходимо спасти, или босса, которого необходимо убить. Лишь в четырёх случаях уровни не содержат подобных требований. На уровнях находятся платформы, монстры, линии тока, воды, кислоты, защитные стенки и многое другое. Время прохождения игры не ограничено.
В игре существует три уровня сложности.

## Выпуск
В игре представлено три эпизода: Dr. Mangle’s Lab, The Hidden Lab, Master Cain. Во время выхода игры только первый из них был доступен под свободной лицензией. Продажи в 2000 году были прекращены в связи с несовместимостью игры на новых операционных системах того времени.
23 декабря 2005 года 3D Realms сделала «рождественский подарок»: выпустила всю игру Bio Menace под свободной лицензией, и сама игра стала доступна на сайте компании. 23 октября 2014 года 3D Realms издала игру в составе сборника 3D Realms Anthology.

## Оценки
| Сводный рейтинг    | Сводный рейтинг |
| Агрегатор          | Оценка          |
| ------------------ | --------------- |
| MobyRank           | 62/100          |
| Иноязычные издания |                 |
| Издание            | Оценка          |
| ASM                | 9/10            |
| Dragon             | 2 из 5          |
| IGN                | 4/5             |

Игра была рассмотрена Сэнди Петерсеном в 1994 году в журнале Dragon в колонке Eye of the Monitor, где он поставил ей два балла из пяти. Обозреватель немецкого журнала PC Games похвалил интеллектуальное поведение анимированных соперников, отсутствие рывков и быструю прокрутку во всех направлениях движения.
В ретроспективном обзоре обозреватель сайта «Hardcore Gaming 101» похвалил внешний вид игры, отметив, что благодаря движку Commander Keen игра не обладает характерной для эпохи раздражающей скованностью, и управление доставляет удовлетворение. Однако он же назвал музыку слабым местом игры, и что Бобби Принс, который позже написал саундтрек для Doom, не показал свою сильную сторону здесь.